# Рікард Сандлер
Рікард Йоганнес Сандлер (швед. Sandler Johannes Rickard; нар. 29 січня 1884 — пом. 12 листопада 1964, Стокгольм, Швеція) — шведський політичний і державний діяч. Один із лідерів Соціал-демократичної партії Швеції.

## Життєпис
У 1912—1914 роках був редактором журналу «Тіден». З 1912 року по 1917 рік обирався членом нижньої палати риксдагу, з 1919 року — член верхньої палати. У 1918—1920 роках статс-секретар міністерства фінансів. У 1920-ті роки Р. Сандлер кілька разів обіймав високі посади в шведському уряді — міністра фінансів (1920), міністра без портфеля (1921—1923), міністра торгівлі (1924 — січень 1925) і прем'єр-міністра (січень 1925 — червень 1926). Коли соціал-демократи в 1932—1936 і 1936—1939 роках формували уряд у Швеції, Р. Сандлер займав посаду міністра закордонних справ у вересні 1932 — грудні 1939 року з перервою на кілька місяців влітку 1936 року. У 1939 році на знак протесту вийшов зі складу уряду, бо вважав, що Швеція подає недостатню підтримку Фінляндії під час Радянсько-фінської війни.
Автор перекладу трьох томів «Капіталу» Карла Маркса на шведську мову, роботи про Союз Радянських Соціалістичних Республік «Практичне здійснення соціалізму» та інших робіт з соціальних питань.